# جواو نوفايس
جواو نوفايس هو لاعب كرة قدم برتغالي، ولد في 10 يوليو 1993 في فيلا نوا دغايا في البرتغال لعب سابقاً في نادي البطائح الإماراتي.

## وصلات خارجية
- جواو نوفايس على موقع اتحاد تركيا (لاعب) (الإنجليزية)
- جواو نوفايس على موقع قاعدة بيانات كرة القدم.إي يو (الإنجليزية)
- جواو نوفايس على موقع Soccerway.com (الإنجليزية)
- جواو نوفايس على موقع AS.com (الإسبانية)